# Disney Infinity: Marvel Super Heroes
Disney Infinity: Marvel Super Heroes (ou Disney Infinity 2.0) est un jeu d'action-aventure de type sandbox développé par Avalanche Software et édité par Disney Interactive Studios en 2014 sur PC, PlayStation 3, PlayStation 4, PlayStation Vita, Wii U, Xbox 360, Xbox One, iOS, et Android. C'est le deuxième volet de la série de jeux et jouets vidéo Disney Infinity, proposant des figurines connectées, et celui-ci est centré sur l"univers Marvel.
Le jeu connait une suite, Disney Infinity 3.0 en août 2015.

## Trame
Disney Infinity: Marvel Super Heroes propose plusieurs scénarios différents.

## Système de jeu

### Généralités
Disney Infinity: Marvel Super Heroes est un jeu d'action-aventure, connecté à des figurines. Il reprend le concept de son prédécesseur.

### Nouveautés

#### Personnages et figurines
| Figurines Disney Infinity: Marvel Super Heroes | Figurines Disney Infinity: Marvel Super Heroes | Figurines Disney Infinity: Marvel Super Heroes                                                                          | Figurines Disney Infinity: Marvel Super Heroes                                    | Figurines Disney Infinity: Marvel Super Heroes |
| Franchise                                      | Personnage                                     | Pack | Date de sortie                                                                    | Vague                                          |
| ---------------------------------------------- | ---------------------------------------------- | --- | --------------------------------------------------------------------------------- | ---------------------------------------------- |
| Avengers                                       | Iron Man                                       | Pack de démarrage Marvel Super Heroes / Pack aventure Avengers / Pack de démarrage Marvel Super Heroes édition spéciale | 23 septembre 2014                                                                 | Vague 1                                        |
| Avengers                                       | La Veuve Noire                                 | Pack de démarrage Marvel Super Heroes / Pack aventure Avengers / Pack de démarrage Marvel Super Heroes édition spéciale | 23 septembre 2014                                                                 | Vague 1                                        |
| Avengers                                       | Thor                                           | Pack de démarrage Marvel Super Heroes / Figurine seule / Pack de démarrage édition spéciale                             | 23 septembre 2014                                                                 | Vague 1                                        |
| Avengers                                       | Captain America                                | Figurine seule / Pack de démarrage édition spéciale                                                                     | 23 septembre 2014                                                                 | Vague 1                                        |
| Avengers                                       | Œil de Faucon                                  | Figurine seule / Pack de démarrage édition spéciale                                                                     | 23 septembre 2014                                                                 | Vague 1                                        |
| Avengers                                       | Hulk                                           | Figurine seule / Pack de démarrage édition spéciale                                                                     | 23 septembre 2014                                                                 | Vague 1                                        |
| Avengers                                       | Loki                                           | Figurine seule | 13 janvier 2015                                                                   | Vague 3                                        |
| Avengers                                       | Faucon                                         | Figurine seule | 25 mars 2015                                                                      | Vague 3                                        |
| Spider-Man                                     | Spider-Man                                     | Pack aventure Ultimate Spider-Man                                                                                       | 23 septembre 2014                                                                 | Vague 1                                        |
| Spider-Man                                     | Nova                                           | Pack aventure Ultimate Spider-Man                                                                                       | 23 septembre 2014                                                                 | Vague 1                                        |
| Spider-Man                                     | Venom                                          | Figurine seule | 23 septembre 2014                                                                 | Vague 1                                        |
| Spider-Man                                     | Iron Fist                                      | Figurine seule | 23 septembre 2014                                                                 | Vague 1                                        |
| Spider-Man                                     | Nick Fury                                      | Figurine seule | 23 septembre 2014                                                                 | Vague 1                                        |
| Spider-Man                                     | Le Bouffon Vert                                | Figurine seule | 13 janvier 2015                                                                   | Vague 3                                        |
| Spider-Man                                     | Spider-Man En Costume Noir                     | Pack de démarrage Marvel Super Heroes pour PlayStation Vita / Figurine seule                                            | 9 mai 2015 (Pack de démarrage PlayStation Vita) 15 mars 2016 (Figurine seule 3.0) |                                                |
| Gardiens de la Galaxie                         | Star-Lord                                      | Pack aventure Gardiens de la Galaxie                                                                                    | 23 septembre 2014                                                                 | Vague 1                                        |
| Gardiens de la Galaxie                         | Gamora                                         | Pack aventure Gardiens de la Galaxie                                                                                    | 23 septembre 2014                                                                 | Vague 1                                        |
| Gardiens de la Galaxie                         | Drax Le Destructeur                            | Figurine seule | 23 septembre 2014                                                                 | Vague 1                                        |
| Gardiens de la Galaxie                         | Groot                                          | Figurine seule | 23 septembre 2014                                                                 | Vague 1                                        |
| Gardiens de la Galaxie                         | Rocket Raccoon                                 | Figurine seule | 23 septembre 2014                                                                 | Vague 1                                        |
| Gardiens de la Galaxie                         | Ronan L'Accusateur                             | Figurine seule | 13 janvier 2015                                                                   | Vague 3                                        |
| Gardiens de la Galaxie                         | Yondu                                          | Figurine seule | 13 janvier 2015                                                                   | Vague 3                                        |
| Rebelle                                        | Mérida                                         | Pack de démarrage Toy Box / Figurine seule                                                                              | 4 novembre 2014                                                                   | Vague 2                                        |
| Lilo et Stitch                                 | Stitch                                         | Pack de démarrage Toy Box / Figurine seule                                                                              | 4 novembre 2014                                                                   | Vague 2                                        |
| Maléfique                                      | Maléfique                                      | Figurine seule | 4 novembre 2014                                                                   | Vague 2                                        |
| Fées Disney                                    | Fée Clochette                                  | Figurine seule | 4 novembre 2014                                                                   | Vague 2                                        |
| Univers des canards de Disney                  | Donald Duck                                    | Figurine seule | 4 novembre 2014                                                                   | Vague 2                                        |
| Les Nouveaux Héros                             | Hiro Hamada                                    | Figurine seule | 4 novembre 2014                                                                   | Vague 2                                        |
| Les Nouveaux Héros                             | Baymax                                         | Figurine seule | 4 novembre 2014                                                                   | Vague 2                                        |
| Aladdin                                        | Aladdin                                        | Pack Toy Box Aladdin / Figurine seule                                                                                   | 4 novembre 2014                                                                   | Vague 2                                        |
| Aladdin                                        | Jasmine                                        | Pack Toy Box Aladdin / Figurine seule                                                                                   | 3 février 2015                                                                    | Vague 3                                        |

## Développement
Disney Infinity: Marvel Super Heroes est développé par Avalanche Software.

## Commercialisation
Disney Infinity: Marvel Super Heroes est publié le 18 septembre 2014 en Europe, et le 23 septembre 2014 en Amérique du Nord sur PlayStation 3, PlayStation 4, Wii U, Xbox 360, Xbox One, Apple TV. Il sort sur PC le 2 octobre 2014, et le 9 mai 2015 sur PlayStation Vita.

## Accueil
Disney Infinity: Marvel Super Heroes obtient un accueil relativement bon lors de sa sortie, de la part de la presse spécialisée.

## Postérité

### Suites et série
Le jeu connait une suite, Disney Infinity 3.0 en août 2015.

### Arrêt des services
Le 10 mai 2016, Disney arrête la série de jeux Disney Infinity et annonce une perte liée de 147 millions d'USD,. Les dernières figurines sorties sont Alice, Temps, le chapelier fou en mai et un pack aventure Le monde de Dory (avec Dory) et une figurine Nemo en juin 2016. Des figurines Star Wars: Rogue One, Vaiana, Docteur Strange, Hera (Star Wars: Rebels), Peter Pan, Spider-Gwen et Cars 3 qui devaient sortir ont donc été annulées. Pour le site Gamasutra, relié par Fortune, les raisons sont une baisse des ventes de jouets associées au jeu qui n'a pas affect la concurrence et un changement de stratégie globale chez Disney qui passe par la licence et non plus le développement interne.
Le 29 juillet 2016, Disney Interactive ferme les achats en ligne liés à son jeu Disney Infinity. Les Toy Box publiéés ne sont plus vérifiées depuis le 30 septembre 2016. Les serveurs sont arrêtés définitivement le 3 mars 2017 .